# Konwencja w sprawie równego wynagrodzenia
Konwencja w sprawie Równego Wynagrodzenia (ang. Equal Remuneration Convention) – konwencja nr 100 Międzynarodowej Organizacji Pracy. Została przyjęta przez Konferencję Ogólną MOP 29 czerwca 1951 roku, weszła w życie 23 maja 1953 roku. Jest jedną z ośmiu fundamentalnych konwencji Międzynarodowej Organizacji Pracy.
Konwencja ustanawia zasadę i praktykę równego wynagradzania kobiet i mężczyzn za równowartościową pracę oraz dokonywania obiektywnej, wolnej od dyskryminacji ze względu na płeć, wyceny wykonywanej pracy. Dokument został ratyfikowany przez 173 ze 187 państw członkowskich MOP. Konwencji nie ratyfikowały: Bahrajn, Birma, Brunei, Katar, Kuwejt, Liberia, Malediwy, Oman, Somalia, Surinam, Timor Wschodni, Tuvalu, Wyspy Marshalla, Wyspy Salomona i Stany Zjednoczone. Polska ratyfikowała konwencję 18 września 1954 roku (Dz. U. 1955 r. Nr 38, poz. 238).